# Visegrádgruppen

Karta över Visegrádgruppens medlemsländer.

Visegrádgruppen (engelska Visegrád Group, även Visegrád Four eller V4) är en mellanstatlig organisation för stater i Centraleuropa. Organisationen bildades 1991. Medlemsländerna är Polen, Tjeckien, Slovakien och Ungern. Det uttalade syftet för samarbetet är att ge de centraleuropeiska länderna en gemensam röst och representation i ekonomiska, diplomatiska och politiska intressen.
Namnet och verksamheten anknyter till historiska samarbeten och unioner mellan de gamla centraleuropeiska staterna Tjeckien/Böhmen, Ungern och Polen och framför allt kungamötet i november 1335.
Gruppen formaliserades vid ett toppmöte mellan statsledarna för Tjeckoslovakien, Ungern och Polen i den ungerska staden Visegrád den 15 februari 1991.
Förutom de historiska banden mellan länderna, hade de att hantera de gemensamma erfarenheterna av sovjetisk ockupation sedan andra världskriget och utmaningarna i den postsovjetiska och postkommunistiska eran.

## Historisk bakgrund
Kungamötet i Visegrád 1335 var ett diplomatiskt möte sammankallat av den ungerska kungen Karl Robert. De övriga deltagarna var den polska kungen Kasimir III (den store) och den böhmiske kungen Johan den blinde. Resultatet var att fiendskapen mellan Polen och Tjeckien upphörde och ersattes istället av en allians och handelssamarbete . För Polens del markerade det slutet på en tvåfrontskrig mot dels Tjeckien, och dels mot den Tyska orden. Samarbetet blev möjligt genom att kungarna blev släkt genom äktenskapsband. Innan mötet agerade den ungerske kungen medlare. Vid mötet vid Visegrád kom parterna överens om ömsesidig militär hjälp, Johan den blinde avstod sina krav på den polska tronen, Kasimir III avstod Schlesien och accepterade att Pommern förblev i den Tyska ordens ägo.
Det ekonomiska avtalet syftade till att deltagarna skulle enas mot Wiens då rådande stapelrätt. Man upprättade nya handelsvägar för att kringgå Wien. I detta syfte utnämndes Buda och Brno som stapelstäder.

## Det nya samarbetet
Det var för att åminnas det medeltida samarbetet som de då tre länderna (Ungern, Tjeckoslovakien och Polen) tecknade ett avtal den 15 februari 1991.[källa behövs] Avtalet undertecknades av Tjeckoslovakiens president Vaclav Havel, Ungerns premiärminister József Antall och Polens president Lech Wałęsa. Genom Tjeckoslovakiens separation i Tjeckien och Slovakien 1993 kom samarbetet att omfatta fyra länder.

### Målsättningar
Enligt 1991 års deklaration syftar samarbetet till att:
- - fullt återställa staternas oberoende, demokrati och frihet
  - eliminera alla existerande sociala, ekonomiska och andliga aspekter av det totalitära systemet
  - bygga parlamentär demokrati, en modern rättsstat, samt respekt för mänskliga rättigheter och friheter
  - skapa en modern fri marknadsekonomi
  - full inblandning i det europeiska politiska och ekonomiska systemet, liksom i säkerhets- och lagstiftningssystemet

### Visegraddeklarationen i Kroměříž 2004
Under mötet i Kroměříž 2004 formulerades nya mål för medlemsländerna. Tonvikten var nu på behovet av ett långsiktigt samarbete i jordbrukspolitiken, i frågan om EU:s strukturella fonder, om frågor gällande gemensam utrikes och säkerhetspolitik, samt i skötseln av Schengensystemet. Undertecknare var premiärministrarna för Tjeckien Vladimír Špidla, Ungern  Péter Medgyessy, Polen Marek Belka och Slovakien Mikuláš Dzurinda.

### Visegráddeklarationen i Bratislava 2011
Den senaste deklarationen tecknades i Bratislava 2011 av premiärministrarna för de fyra länderna. I detta fastslogs:
- samarbetets historiska bakgrund, både det medeltida och det nutida, samt samarbetets incitament och betydelse
- fastställandet av Visegradgruppens symbolvärde för politisk och ekonomisk omvandling, samt dess betydelse för implementering av EU:s olika program
- erkännandet av Den internationella Visegradstiftelsens tioåriga verksamhet och att den ger ett stadigt stöd till medborgarinitiativ, samt kulturella, vetenskapliga, utbildnings och forskningsprojekt

Parterna har fastslagit deras vilja att fortsätta och fördjupa samarbetet med ömsesidig samverkan för ett starkt, stabilt och demokratiskt Europa och stärka dess position på den globala arenan i intresse för fred och hållbart utveckling. Parterna avser att:
- aktivt bidra till ett starkt Europa samt förespråka och implementera projekt som syftar till att främja sammanhållningen och öka konkurrenskraften hos V4 och EU i det globala sammanhanget, som till exempel att komma över effekterna av den globala finansiella och ekonomiska krisen
- lägga stark tonvikt på behovet att främja Europas energisäkerhet genom att utvidga och fördjupa den inre energimarknaden, inklusive modernisering av el och oljeinfrastruktur
- främja snabb utveckling av V4 ländernas transportinfrastruktur (vägar, järn- och vattenvägar), öka tillgängligheten för medborgarna för samarbete över gränserna

- utveckla principer uttryckt i de fyras värden, som har öppnat upp nya möjligheter för jobb, ekonomisk samverkan, handel, investeringar samt kontakter mellan medborgarna. V4 länderna välkomnar den fulla liberaliseringen av tillgången till arbetsmarknaden över hela EU och kommer även i fortsättningen att stödja den sociala och utbildningsmässiga integrationen med särskild hänsyn till de romska gemenskaperna, baserat på ömsesidigt ansvarstagande
- öka Visegradgruppens synlighet i tredje länder både genom fördjupat V4 samarbete inom EU:s gemensamma utrikes och säkerhetspolitik och via aktiviteter utanför EU nivån
- främja processen som syftar till att öka stabiliteten och demokratin i EU:s närhet och aktivt bidra till implementeringen av Europeiska och Euro - Atlantiska ambitioner hos länderna i Eastern Partnership och kommer att fortsätta att stödja länderna på Västra Balkan i deras integration i EU och NATO
- stödja och främja Euro - Atlantiska förbindelser, inklusive utvecklandet av den nära strategiska komplementariteten mellan NATO och EU, något som anses vara essentiellt för långsiktig säkerhet för våra länder och hela det Euro - Atlantiska området

Deklarationen undertecknades av premiärministrarna för Tjeckien Petr Nečas, Ungern Viktor Orbán, Polen Donald Tusk och Slovakien Iveta Radičová.